# Toulouges
Toulouges (en catalán: Toluges)  es una localidad y comuna francesa, situada en el departamento de Pirineos Orientales, región de Languedoc-Rosellón, comarca histórica del Rosellón. 
Sus habitantes reciben el gentilicio de toulougiens en francés o tolugenc, tolugenca en catalán.

## Demografía
| 1 524 | 2 117 | 2 868 | 3 637 | 4 955 | 5 396 | 6 027 |
| Para los censos de 1962 a 1999 la población legal corresponde a la población sin duplicidades (Fuente: INSEE [Consultar]) |       |       |       |       |       |       |